# Emmanuel Vermignon
Emmanuel Vermignon est un footballeur français, international martiniquais, né le 20 janvier 1989 à Fort-de-France en Martinique. Il évolue au poste de gardien de but avec le Club Colonial de Fort-de-France en R1 Martinique et avec la sélection de la Martinique.

## Palmarès
- Champion de la Martinique en 2009